# Festa della Sensa
La festa della Sensa era una festività cristiana celebrata nella Repubblica di Venezia in memoria dell'ascesa di Cristo al cielo ("Ascensione", in lingua veneta: Sénsa); cadeva il giovedì dopo la quinta domenica di Pasqua.
Oltre al significato religioso la festa aveva anche un grande valore civico, in quanto commemorava due eventi importanti per la Repubblica. Il primo si verificò il 9 maggio dell'anno 1000, quando il doge Pietro II Orseolo salvò le popolazioni della Dalmazia minacciate dagli Slavi: la data segnò l'inizio dell'espansione veneta nell'Adriatico. Il secondo evento è collegato all'anno 1177, quando, sotto il doge Sebastiano Ziani, papa Alessandro III e l'imperatore Federico Barbarossa stipularono la pace di Venezia, un trattato che pose fine alla diatriba secolare tra Papato e Impero.
In occasione di questa festa si svolgeva il rito dello sposalizio del Mare, in cui simbolicamente si ribadiva il predominio di Venezia sul mare.

## Storia
Secondo una tradizione esistente almeno dal XIII secolo, la cerimonia dello sposalizio del mare veniva fatta risalire alla pace di Venezia, durante la quale papa Alessandro III concesse al doge Sebastiano Ziani e ai suoi successori di sposare il mare per confermare il predominio veneziano su di esso. In realtà già nel 1177 a Venezia esisteva una cerimonia simile in ricordo della vittoria in Dalmazia contro i pirati narentani conseguita dal doge Pietro II Orseolo nell'anno 1000. La cerimonia, probabilmente di origine bizantina, era costituita dalla benedizione del mare da parte del vescovo di Olivolo alla presenza del doge, assumendo la forma dello sposalizio del mare solo dopo la quarta crociata, con l'accentuarsi dell'immagine "imperiale" di Venezia.

## Cerimoniale

### La vigilia

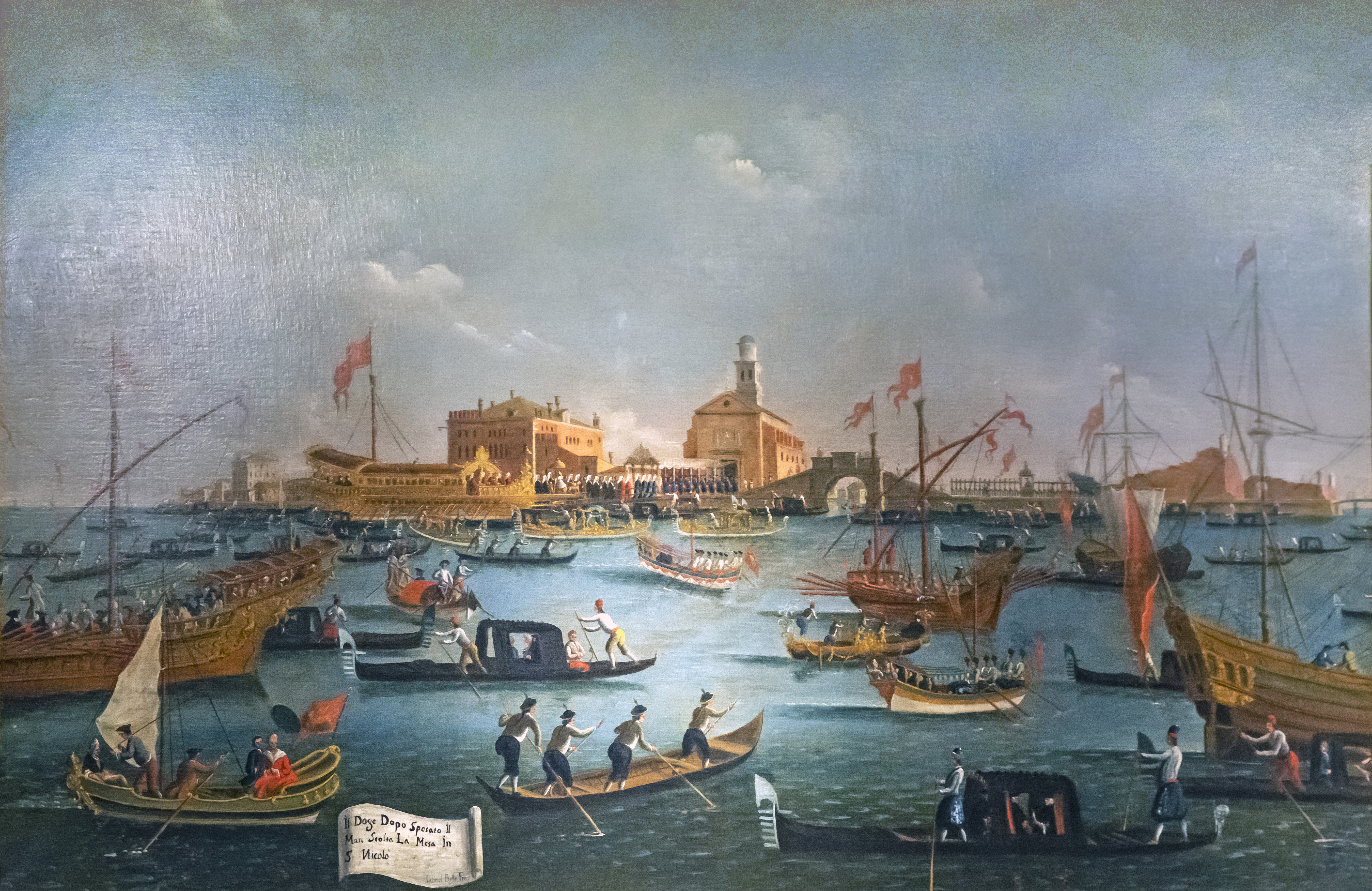
La visita del doge a San Nicolò dopo lo Sposalizio del Mare.

Alla viglia del giorno dell'Ascensione il bucintoro usciva dai cantieri dell'Arsenale per essere condotto fino in città dove veniva messo in bella mostra sulla riva degli Schiavoni che veniva decorata per l'occasione. Oltre al bucintoro si preparavano anche tutte le altre imbarcazioni (anche di tipo militare e mercantile) che avessero dovuto prendere parte dalla sfilata e si conducevano nel braccio di mare che separa Venezia dal Lido, si addobbavano gli edifici e alla sera tutte le campane delle chiese di Venezia suonavano in contemporanea per annunciare l'inizio della solennità religiosa celebrata nella Basilica di San Marco.

### Il viaggio del bucintoro verso il Lido

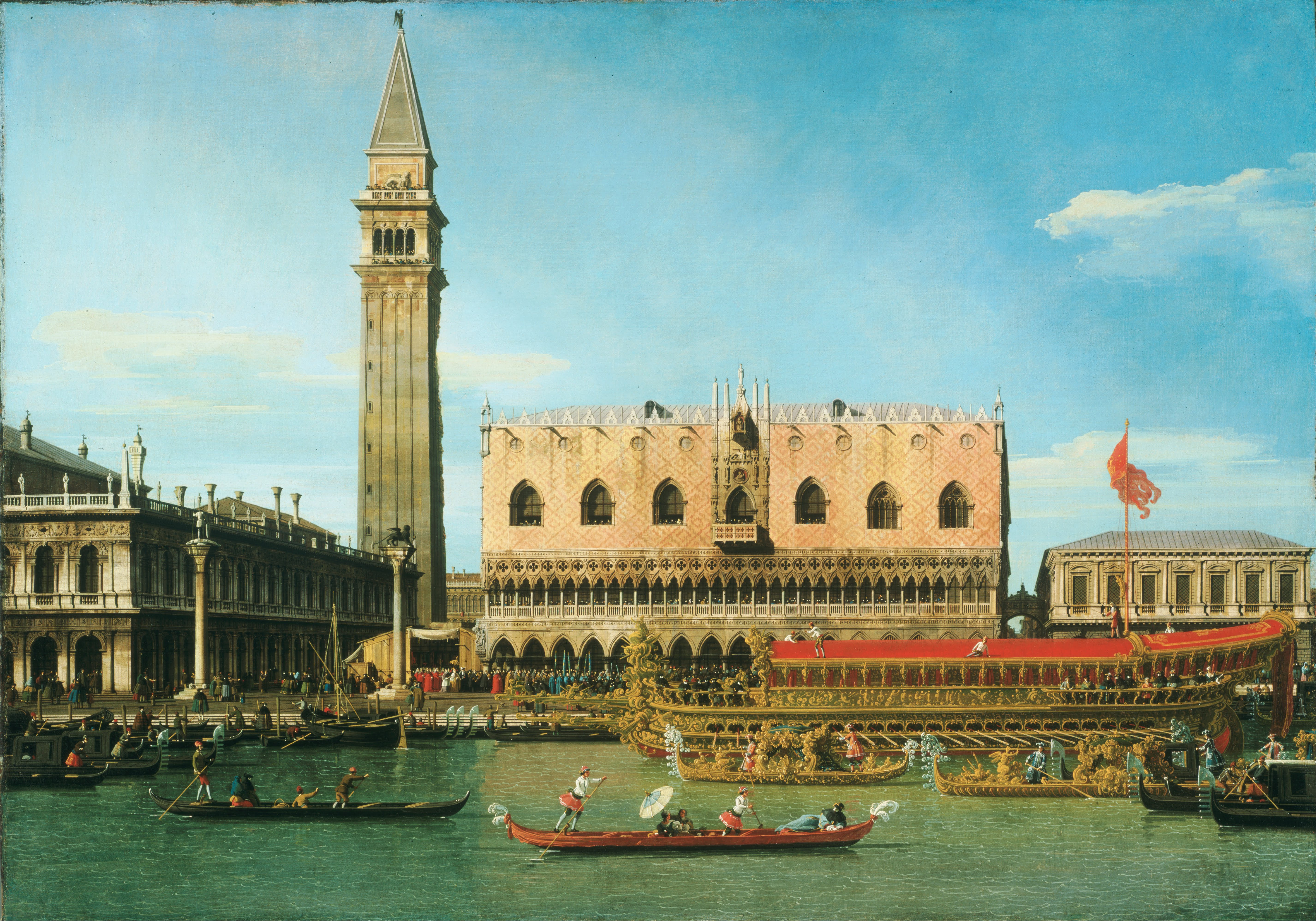
Il doge e la sua corte si dirigono verso il bucintoro nel giorno dell'Ascensione.

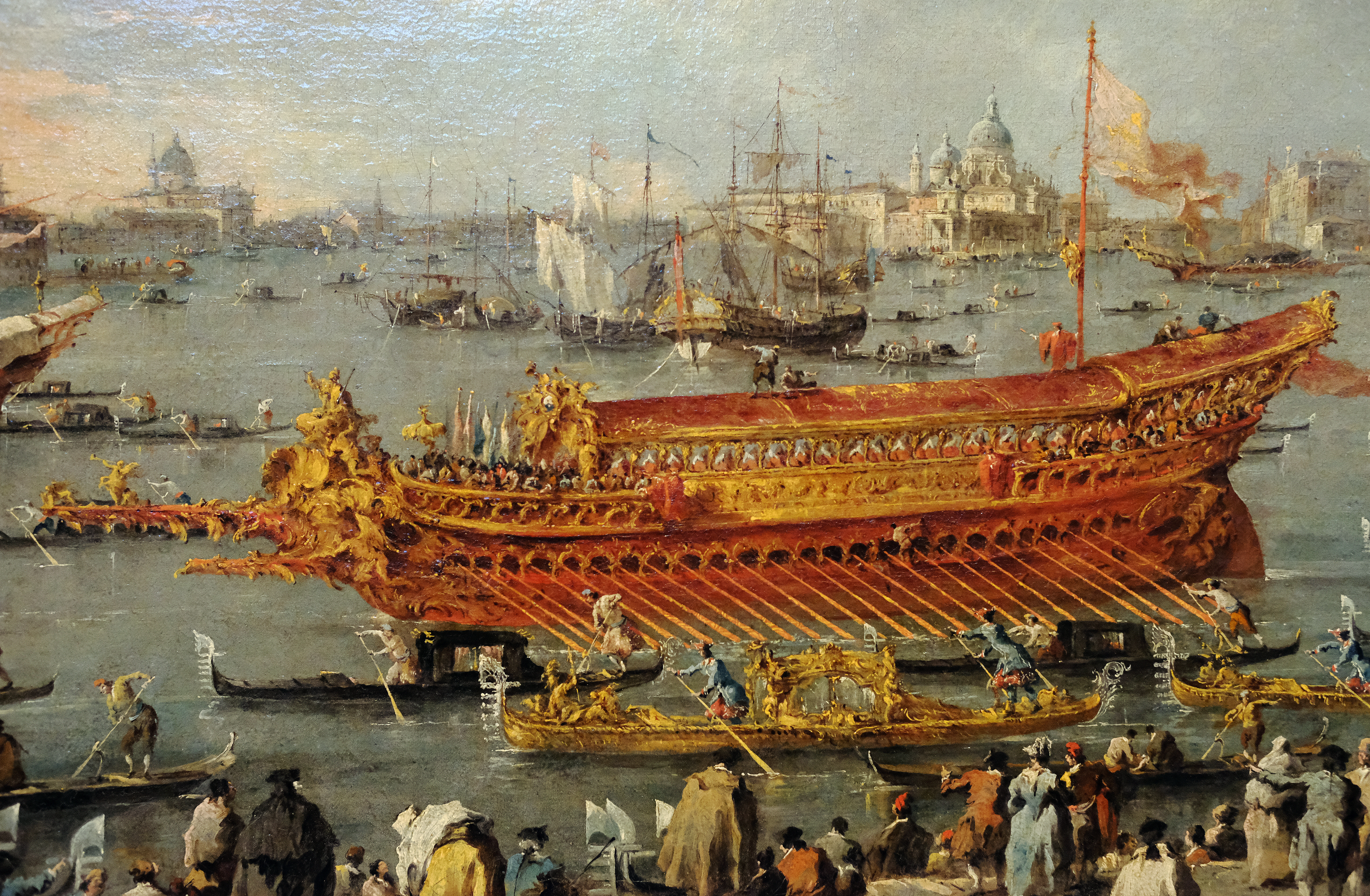
Il bucintoro in viaggio verso il Lido di Venezia.

La mattina seguente le campane annunciavano l'uscita del doge e della sua folta corte da Palazzo Ducale. Il doge era preceduto da una banda musicale, dal Sopragastaldo, dal Missier grande (il capo della polizia), dal porta stocco e dalla sedia curule, simbolo della giustizia, era poi seguito da una corte composta dalla Serenissima Signoria, dal cancelliere grande, dalle maggiori magistrature, dal nunzio apostolico e dagli altri ambasciatori esteri. Il doge e la sua corte allora si dirigevano verso la riva per poi imbarcarsi sul bucintoro, che in seguito a uno sparo di cannone dirimpetto alla piazza (e da un concerto di cannonate esplose dalle navi militari), prendeva poi il largo nel bacino di San Marco dirigendosi verso il Lido.
Insieme al bucintoro solcavano le acque del bacino marciano anche i peatoni, tre barche dorate che seguivano sempre il bucintoro durante le sue uscite, vi erano poi le gondole dorate del nunzio pontificio quelle degli altri ambasciatori e quella del patriarca di Venezia. Oltre alle barche di rappresentanza c'erano anche sei grosse galee addobbate con panni di seta e bandiere sulle quali suonava la banda ed era presente un piccolo esercito di soldati dalmati vestiti da parata, c'erano poi altre dodici navi tra brigantini, galeazze, sciabecchi e feluche anch'esse riccamente decorate ed equipaggiate di bande musicali e soldati dalmati. C'erano poi anche le peote in rappresentanza delle varie comunità del dogado ognuna con il proprio stendardo identificativo infine c'erano numerosissime gondole e barche private di vario tipo che seguivano il corteo.

### Lo sposalizio del Mare
Una volta giunto nei pressi del Lido, il bucintoro si fermava e, mentre i cannoni delle galeazze continuavano a sparare a salve, si svolgeva il rito dello sposalizio del mare. Dal bucintoro il doge, affiancato dal patriarca di Venezia, svuotava nel mare un'ampolla di acqua santa e un anello benedetto dal patriarca, pronunciando le seguenti parole:

### La visita a San Nicolò e il banchetto

Festa del giovedì grasso

Una volta terminato lo sposalizio del Mare il doge sbarcava al Lido di Venezia e da qui si dirigeva verso la chiesa di San Nicolò dove ricevuto dalla folla e dai monaci benedettini assisteva alla messa pontificale. Mentre il doge e la sua corte assistevano alla messa, i gondolieri si dilettavano in gare di velocità nel canale della Giudecca e nei giardini delle isole circostanti si svolgevano grandi pranzi. Analogamente al carnevale durante la festa della Sensa era consentito portare maschere  e vestirsi in modo sfarzoso.
Una volta tornato a San Marco il doge visitava la fiera della Sensa e poi all'ora di pranzo offriva al Palazzo Ducale uno sfarzoso banchetto a cui erano invitati cento arsenalotti disposti su dieci tavoli, membri illustri del patriziato e gli ambasciatori, inoltre alla prima portata era ammesso un pubblico di spettatori in rappresentanza della cittadinanza. Il banchetto si apriva con diversi antipasti, solitamente confetture e torte ripiene carne, frutta e verdura e talvolta contenevano monete d'argento in regalo agli ospiti. La tavola abbondava di vino greco (di qualità migliore rispetto a quello locale) e aveva tra le portate principali la cacciagione, che a volte veniva presentata ancora coperta di pelli e piume, a questa erano annessi anche svariati arrosti e lessi. Il banchetto terminava con dolci a base di mandorle, pistacchi e pinoli, in particolare il marzapane veniva modellato al fine di creare figure celebrative di vario tipo. Una volta terminato il banchetto agli invitati era concesso prendere le posate, i tovaglioli e gli altri oggetti presenti sulla tavola da conservare in ricordo della festa.

## Fiera della Sensa

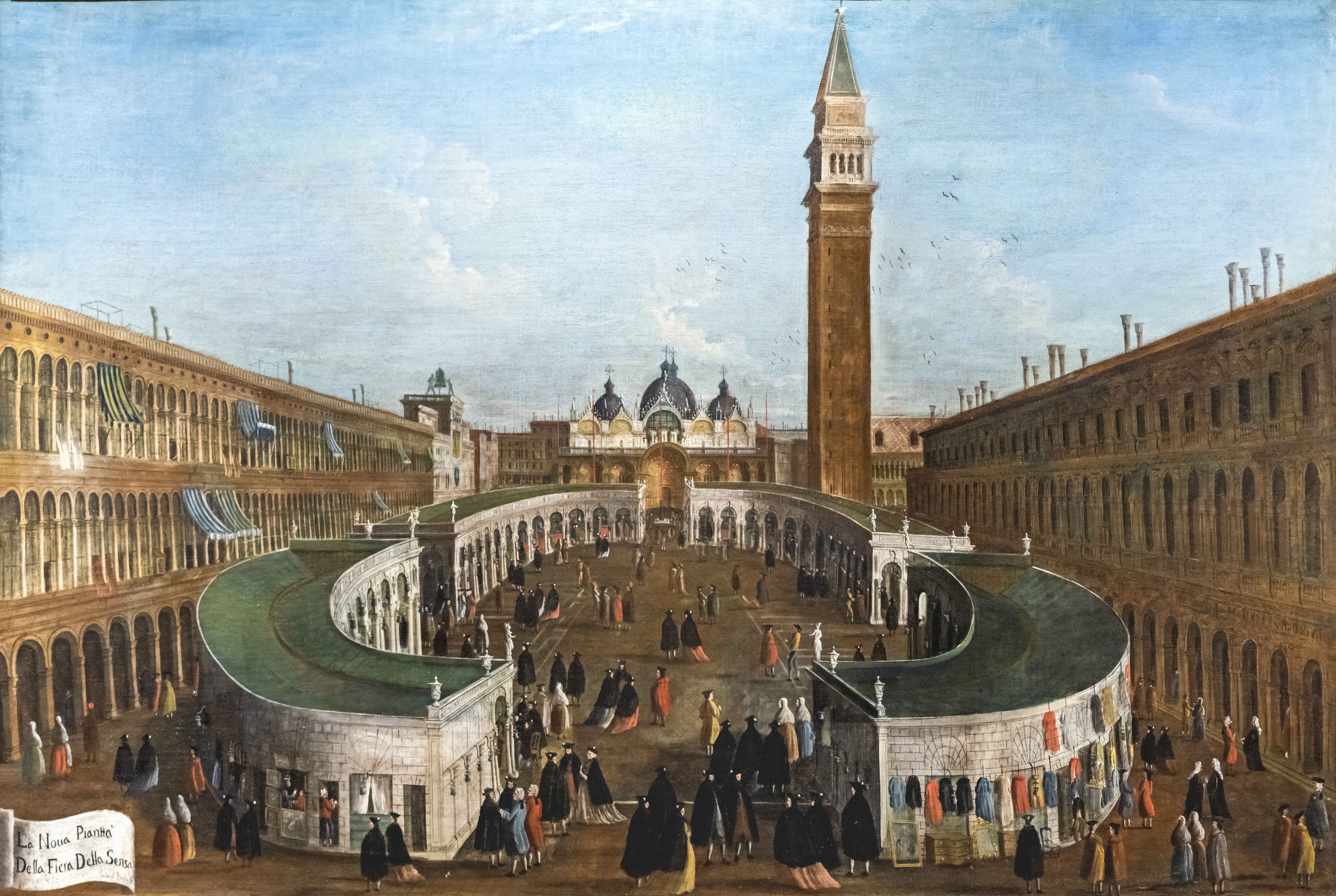
La fiera della Sensa nel XVIII secolo

Stabilitasi nel XIV secolo la fiera della Sensa nacque dal fatto che sul finire della primavera Venezia era affollata da pellegrini diretti Terra santa che di solito rimanevano in città fino alla festa del Corpus Domini, e da numerosi fedeli che si recavano alla basilica di San Marco per ottenere l'indulgenza concessa da papa Alessandro III.
La fiera della Sensa veniva allestita in Piazza San Marco otto giorni prima del giorno dell'Ascensione per poi proseguire per i quindici giorni successivi ed era regolarmente visitata dal doge e dai suoi ospiti stranieri. I venditori si disponevano in una struttura di legno ellittica che occupava l'intera piazza, mentre sull'anello esterno erano vendute le merci più comuni, in quello interno erano esposti oggetti di grande valore economico e di notevole pregio artistico. La fiera proseguiva anche nelle ore serali e attirava un gran numero di turisti e commercianti.